# Dictionnaire de la langue québécoise
Le Dictionnaire de la langue québécoise est un glossaire descriptif (non normatif) rédigé par le linguiste Léandre Bergeron et publié en 1980. En 1981, un supplément à l'ouvrage est publié. La nomenclature du dictionnaire comprend presque exclusivement des mots propres au français québécois (québécismes), qu'ils soient contemporains ou passés.
Au moment de sa parution, cet ouvrage a été vivement critiqué pour sa « lexicologie douteuse, qui ne brille pas par sa rigueur taxinomique » et, par conséquent, n'a jamais été reconnu par les instances officielles, comme l'Office québécois de la langue française et le ministère de l'Éducation, ni même par les Québécois.
En 1997, l'éditeur français Hatier s'est référé exclusivement à ce dictionnaire pour publier une édition nouvelle et « améliorée » de son célèbre manuel de conjugaison Bescherelle, qui incluait, en plus des verbes québécois recensés par Bergeron dans son dictionnaire, des verbes issus de l'Afrique francophone et de la Belgique (Région wallonne), notamment. Hervé Foulon, directeur de la maison Hurtubise HMH, qui possède les droits canadiens pour le Bescherelle, a refusé de faire paraître cette édition, affirmant qu'il était « en accord avec le principe d'ouvrir sur des spécificités québécoises, mais totalement en désaccord avec l'idée de s'appuyer sur le dictionnaire de Léandre Bergeron, paru à l'époque de la joualisation à tout vent et qui a fait son temps ».